# Sant Esèbi
Puei Sant Eusebi (en francès Puy-Saint-Eusèbe) és un municipi francès situat al departament dels Alts Alps i a la regió de Provença – Alps – Costa Blava.

## Demografia
| 1836                                       | 1962 | 1968 | 1975 | 1982 | 1990 | 1999 | 2006 | 201 |
| ------------------------------------------ | ---- | ---- | ---- | ---- | ---- | ---- | ---- | --- |
| 405                                        | 112  | 81   | 64   | 73   | 93   | 115  | 123  | 137 |
| Des de 1962: població sense dobles comptes |      |      |      |      |      |      |      |     |

## Administració
| Període   | Identitat       | Partit |
| --------- | --------------- | ------ |
| 1995-2014 | Jean-Claude Dou |        |
| 2014-     | Gustave Bosq    |        |